# 恰帕耶夫斯克
52°59′N 49°43′E / 52.983°N 49.717°E
恰帕耶夫斯克（俄语：Чапа́евск）是俄羅斯薩馬拉州的一個城市，位於薩馬拉西南、恰帕耶夫卡河畔。2002年人口73,912人。
1909年根據尼古拉二世在這裡設立軍工基地的命令而建立。1927年設市，並以紅軍將領瓦西里·恰帕耶夫命名。蘇聯時代有四家秘密軍事工廠。